# التكنولوجيا البيولوجية
التكنولوجيا البيولوجية هي شركة متخصصة في ابتكار المنتجات ومقرها مدينة تيلتو بألمانيا. تركز الشركة على تطوير وتصنيع وتسويق أجهزة الاختبار السريع المحمولة، والتي تباع أجهزتها تحت مسمى (أي تشيك) لقياس تركيز كل من فيتامين أ، والمعدل الكلي للكاروتينات والحديد واليود في كل من الطعام والسوائل البيولوجية وهذه الأنواع من أدوات الاختبار من السهل جدا استخدامها كما تعطي نتائج دقيقة وواضحة خلال عدة دقائق، فتكون بذلك مبتكرة و بديلة عن الوسائل المعملية التقليدية. وإضافة لعمليات الإنتاج، تقدم الشركة خدماتها على نطاق واسع بما يتعلق بالتحكم في جودة الغذاء أو المقويات الغذائية بتحليل دراسات واسعة النطاق في الدول النامية.

## التاريخ
تم تأسيس الشركة عام 1999 بواسطة البروفيسور الدكتور فلوریان. ج. شويجرت وهو رئيس قسم التغذية بجامعة بوتسدام وهو عالم مرموق و مشهور عالميا بأبحاثه التي تتعدى 200 بحث علمي طور شويجرت تكنولوجيا أدوات الاختبار ويعد صاحب براءة الاختراع في هذا المجال، والتي تعود جذورها إلى عدة عقود من العمل البحثي في مجال الفيتامينات القابلة للذوبان في الدهون والمؤشرات البيولوجية الغذائية..
قامت الشركة بتطوير أجهزة اختبار حاصلة على براءة اختراع ، تتكون من أداة قياس محمولة وقواریر کاشف مصممة خصيصا تتيح إثباتا صحيا للمحتوى الغذائي في إمدادات الغذاء والفيتامينات للأشخاص في غضون بضع دقائق.
وبدأت الشركة بفريق من شخصين، والآن لدى شركة أكثر من 20 موظفين والتي تبيع منتجاتها
بنجاح لأكثر من 80 دولة.

## انشطة الشركة
- جودة الغذاء: يقوم منتجي الأغذية بحساب نسبة الفيتامينات والمعادن الموجودة في الأطعمة أثناء عملية الإنتاج، توفر أجهزة الاختبار (أي تشيك) القدرة على تنفيذ المراقبة من خلال تقليل التكلفة وتوفير الوقت.
- صحة الإنسان: يسبب نقص المواد الغذائية الدقيقة ضررا كبيرا بصحة الإنسان على نطاق واسع لذا فإن هذه المشكلة تعد محل نقاش وتدخل طبي من منظمات الصحية العالمية. يمكن استخدام مجموعات اختبار ( أي تشيك للاختبارات لقياس المغذيات الدقيقة الرئيسية (على سبيل المثال، فيتامين أ والحديد واليود) كما تستخدم لقياس مدى التطور بعد التدخل الطبي للعلاج.
- صحة الحيوان: إن نقص بيتا كاروتين يسبب مشاكل عقم في الحيوانات وتعد هذه المشكلات من أكثر الأمراض التي تؤثر على الإنتاج بالطبع وخاصة منتجات الألبان، لذا فإن أدوات اختبار (آي تشيك) للفيتامينات و بيتا كاروتين يمكنها تحديد مدى الحالة الغذائية في الماشية خلال دقائق.
- مجال الابحاث: إن إثراء النباتات بالفيتامينات والمعادن من خلال اختيار الأنواع نوع التربية، والمعروف باسم التقوية الحيوية، هو محور تركيز مؤسسات البحث في جميع أنحاء العالم. على سبيل المثال، يعمل المعهد الدولي للزراعة الاستوائية (IITA) على تربية جذور الكسافا الغنية بفيتامين أ. يتم استخدام أجهزة الاختبار (أي تشيك) لإجراء المراقبة من خلال تقليل التكلفة وتوفير الوقت. تستخدم معاهد البحث والمختبرات أجهزة الاختبار كمعدات تحليل عالية الإنتاجية التقييم البيانات حول العناصر الغذائية في غضون فترة زمنية قصيرة.[3]

## شراكة القطاعين العام والخاص
تتعاون BioAnalyt تتعاون شركة (أي تشيك جي إم بي اتش) مع العديد من المنظمات الغير حكومية كالاتحاد العالمي التحسين التغذية (GAIN) منظمة هيلين كيلر الدولية (HKI)، الوكالة الألمانية للتعاون الدولي (GIZ)، وكذلك مع منتجي الفايتامينات كالشركة الألمانية باسف (BASF) والدليل التشخيصي والإحصائي للاضطرابات النفسية ( DSM) لتمكين توفير التغذية ذات القيمة في المناطق التي ترتفع بها معدلات سوء التغذية عن طريق تقديم أدوات ذات كفاءة عالية لبرامج المتابعة ومراقبة الجودة.

## براءات الاختراع
إن مؤسس الشركة ومديرها البروفيسور الدكتور فلورين. ج شويجرت حائز
على ثلاث براءات اختراع دولية و عالمية للتكنولوجيا والتي تعتمد عليها منتجات الشركات التالية:
- تحديد مكونات المواد البيولوجية رقم براءة الاختراع: 8501430. - طريقة لاستخراج واكتشاف المكونات القابلة للذوبان في الدهون من المواد البيولوجية رقم الطلب: 20120156794 . . تحديد مكونات المواد البيولوجية رقم الطلب: 20110256566.

## المنتجات
يركز منتج (بوا أناليت) على حلول تحليلية للفيتامينات القابلة للذوبان في الدهون وكذلك العناصر الحقيقة بما في ذلك الحديد واليود والزنك: (آي تشيك فلورو) مقياس فلور محمول لتحليل فيتامين أ في الحليب، طعام، الخليط، وسوائل حيوية، مثل الحليب
- iCheck Fluoro - (آي تشيك فلورو) مقياس فلور محمول لتحليل فيتامين أ في الحليب، طعام، الخليط، وسوائل حيوية، مثل الحليب
- iCheck Chroma (أي تشيك كروما) مقياس ضوئي محمول لقياس فيتامين (أ) كميا، في زيوت الطعام والدهون النباتية.
- iCheck Carotene - -(آي تشيك كاروتين) فوتوميتر ضوئي محمول لتحليل إجمالي الكاروتين في المشروبات والأغذية ومركبات الفيتامينات الأولية والسوائل البيولوجية، كما يمكن استخدام هذا الاختبار القياس إجمالي الكاروتينات في الكسافا (مینیهوت) لاختيار أصناف غنية بفيتامين أ.
- iCheck (آي تشيك يود) فوتوميتر محمول لتحليل اليود في الملح.
- iCheck م(آي تشيك حديد) فوتومتيتر ضوئي محمول لقياس الحديد المضاف والأساسي في الأطعمة والخليط
- iCheck Zinc - (أي تشيك زنك) مقياس ضوئي محمول لقياس الزنك في دقيق القمح والخليط وقد تم تطويره بالتعاون مع شركة باسف بألمانيا (BASF) واللجنة التنفيذية للتكنولوجيا (TEC).[4]

## الجوائز
في السنوات الأخيرة حصلت شركة التحليل الكميائي بوا اناليت على الجوائز التالية
- 2015 جائزة شركة دليوت للتكنولوجيا بحدود 50 جائزة (ألمانيا).

- 2015 جائزة شركة بيتسي يونيليفر للتنمية العالمية النهائية عالميا).

- 2014 جائزة شركة دليوت للتكنولوجيا بحدود 50 جائزة (ألمانيا).

- 2014 جائزة أفضل 100 فئة الابتكار (ألمانيا).

- 2014 جائزة Innovationspreis Brandenburg الجائزة في فئة «صناعة المواد الغذائية» (ألمانيا).

- 2008 جائزة ابتكارات الفضاء (فرنسا)

- 2007 جائزة التكنولوجيا برلين، براندربرج (ألمانيا)

## روابط خارجية
- موقع BioAnalyt